# Il piacere e l'amore (film 2006)
Il piacere e l'amore (Iklimler) è un film del 2006 scritto e diretto da Nuri Bilge Ceylan, che ne è anche interprete protagonista.

## Trama
Il docente universitario İsa e la sua compagna Bahar, che lavora nella produzione di serie televisive, sono in vacanza estiva al mare. Il rapporto è in crisi. Mentre visitano antiche rovine e trascorrono una serata con gli amici, i due hanno un momento di buon umore. Sulla spiaggia, poco dopo, İsa suggerisce a Bahar di vivere separati per un po'. Mentre i due tornano in città in moto, lei gli copre improvvisamente gli occhi con le mani, causando un incidente, nel quale nessuno dei due riporta gravi ferite. La coppia si separa e Bahar gli dice di non chiamare.
In autunno, dopo l'estate, a Istanbul, İsa si mette di nuovo in contatto con una donna, Serap, con la quale ha già tradito Bahar e che ha una relazione con un suo conoscente. Arriva l'inverno e İsa sogna una vacanza al sole, ma vola invece ad Ağrı, la nevosa provincia orientale della Turchia, dove Bahar lavora come direttrice artistica girando una serie televisiva in loco. Lui cerca di riconquistarla, ma lei rifiuta le sue avances. Più tardi, lei si reca nella sua stanza d'albergo e i due passano la notte insieme, ma al mattino lui vola via da solo.

## Distribuzione
Il film è stato presentato in concorso al 59º Festival di Cannes, dove ha vinto il Premio FIPRESCI.

## Riconoscimenti
- 2006 - Festival di Cannes
  - Premio FIPRESCI